# 하비에르 에라소
하비에르 에라소 고니(스페인어: Javier Eraso Goñi xaˈβjeɾ eˈɾaso[*], 1990년 3월 22일, 나바라 주 팜플로나 ~)는 스페인의 프로 축구 선수로, 현재 레가네스에서 미드필더로 활약하고 있다.

## 클럽 경력

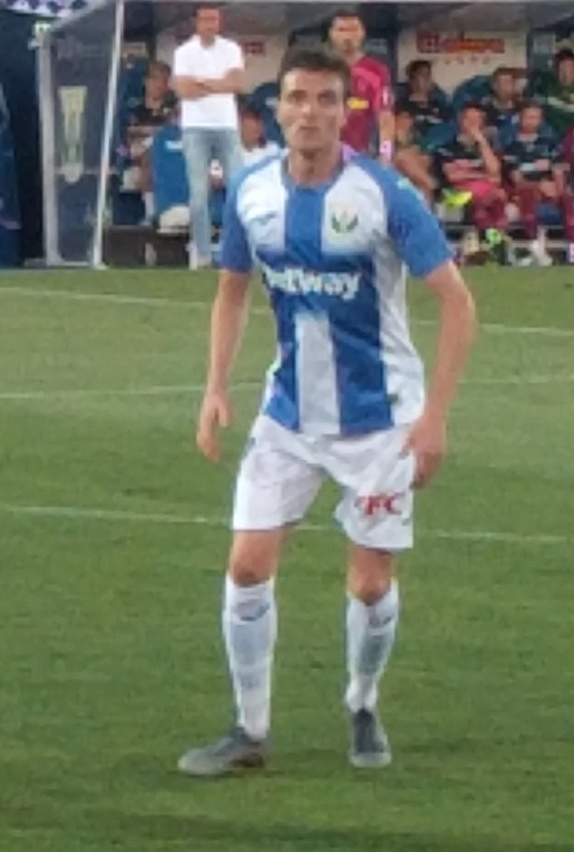
2019년, 레가네스의 에라소

에라소는 나바라 주 팜플로나 출신으로, 아틀레틱 빌바오의 유소년부를 졸업해 테르세라 디비시온에 속한 바스코니아 소속으로 2008-09 시즌에 성인 무대 신고식을 치렀다. 1년 후, 그는 세군다 디비시온 B에 속한 2군으로 승격되었다.
2013년 6월 19일, 에라소는 사자 군단에서 방출되어 그 다음 달에 또다른 3부 리그 구단인 레가네스에 입단했다. 그는 시즌 동안 42번의 경기에 출전했는데, 마드리드 연고 구단은 10년 만에 세군다 디비시온 무대에 복귀했다.
에라소는 2014년 9월 7일, 3-1로 이긴 마요르카와의 안방 경기에 선발로 출전해 첫 프로 경기를 치렀다. 12월 21일, 그는 2-0으로 이긴 레크레아티보와의 안방 마지막 2부 리그 경기에서 첫 골맛을 보았다.
2015년 5월 31일, 에라소는 5-2 대승을 거둔 바르셀로나 B 원정에서 해트트릭을 달성했다. 7월 1일, 그는 아틀레틱으로 복귀했는데, 이번에는 라 리가에 속한 1군으로 배정되었다.
2015년 7월 30일, 에라소는 아틀레틱 소속으로 공식 신고식을 치렀는데, 그는 산 마메스에서 인테르 바쿠와의 유로파리그 3차 예선전 경기에서 2골을 모두 기록해 2-0 승리를 견인했다. 그는 이듬해 2월 13일에 1부 리그에서 처음으로 골망을 흔들었는데, 레알 마드리드 원정에서 동점골을 넣었지만, 결과는 2-4 패였다.
에라소는 2017년 7월 24일에 레가네스에 복귀했는데, 그의 전 소속 구단은 이제 1부 리그까지 올라왔다.

## 국가대표팀 경력
에라소는 스페인을 대표로 출전한 적이 없다. 다만, 그는 바스크 대표팀 소속으로 비공식 경기에 몇 차례 출전했다.

## 수상
아틀레틱 빌바오
- 수페르코파 데 에스파냐: 2015